# アダック島
座標: 北緯51度52分47秒 西経176度39分28秒 / 北緯51.87972度 西経176.65778度
アダック島（アダックとう、英:Adak Island、アレウト語: Adaax）は、アリューシャン列島のアンドリアノフ諸島にあるアメリカ合衆国アラスカ州最南端の島である。

## 地理
島の大きさは、全長54.5キロメートル、幅35キロメートルで面積は、711.18km2である。最高地点はモフェット山で標高は1196メートルである。2020年の国勢調査によれば、人口は171人である。

### 気候
アダック島の気候はツンドラ気候、海洋性気候で、曇り空で気温が低く強風が吹き荒れることが多い。低気圧による嵐が頻繁に起こっている。霧の発生日数は年間173日で7月から8月にかけて多く、以降霧日数が減少し3月まで平均して月10日程度になる。また、6月から7月の約75%は曇り空である。年間を通して風が強いが、特に12月から3月の間が一番強く、1954年3月には風速56m/sを観測した。平均気温は-6.7度から15.6度であり、1956年8月に23.8度の最高気温を記録し、最低気温は-16.1度で1963年1月と1964年2月に記録した。

### 地質
新生代の火成岩(火山岩または貫入岩)の一種であるアダカイト(アダク岩)はアダック島にちなんで命名された。

### 植物相
イノデ属のアリューシャンシールドファーンは、絶滅危惧種で固有種として少なく1992年には、112本存在し回復計画が実施された。

## 交通
島の北側には2400メートルの滑走路2本を持つアダック空港(IATA:ADK)がある。アラスカ航空のボーイング737-400が週2便（日曜日と木曜日いずれも天候が良い時）運航しており、旅客と貨物を取り扱っている。

## 教育
アリューシャン地域学校によって提供されており、K-12制度で約20人の学生が学んでいる。

## 歴史
1700年代には、この島にロシア人の探検家が何度も訪れた。第二次世界大戦中の1942年に日本軍がアッツ島およびキスカ島を占領したため、アダック島にはアメリカ軍の基地が作られ、日本軍への反撃に使われた。
1943年のアメリカ軍の反撃では、日本軍の最初の侵略日から4日間は悪天候により反撃は延期された。アメリカの兵士はアッツ島に上陸し、そこにいた日本の守備隊を破ったが、日本人約2300人とアメリカ人約550人が犠牲となった。キスカ島も同じような戦いを期待し、アメリカ軍兵士が8月15日に上陸したが、日本軍は既に撤退した後だった。誤爆や地雷などによって313人のアメリカ軍兵士が犠牲となった。
アダック海軍航空基地は、冷戦時代は軍事基地であり続けたが、その後まもなく、アダック島の町として再編された。1953年、アダック島に埋葬されていた236人の日本軍兵士は千鳥ケ淵戦没者墓苑へ移された。
1980年にアリューシャン列島国立野生生物保護区が設置され、アダック島の大部分がその保護区となった。緊急飢饉を防ぐために島には約200頭のカリブーが導入され、現在では人気の狩猟地となっている。2006年1月ナショナルジオグラフィック誌は、ミサイル防衛のために大西洋からホーン岬を経由してアダック島へ配備された海上配備Xバンドレーダーの写真を掲載した。